# Guatteria brevipedicellata
Guatteria brevipedicellata är en kirimojaväxtart som beskrevs av Robert Elias Fries. Guatteria brevipedicellata ingår i släktet Guatteria och familjen kirimojaväxter. Inga underarter finns listade i Catalogue of Life.